# Сидзоку
Сидзоку (яп. 士族) — сословие нетитулованной знати в Японии, существовавшее в 1869—1947 годах. Было сформировано из средних и мелких самураев.

## История
После возвращения земель и населения Императору в июле 1869 года императорское правительство Японии добилось ликвидации отношений «господин — слуга» между региональными правителями даймё и зависимыми от них самураями. Власть сформировала из последних новое сословие знати сидзоку. В 1870 году низшие слои самураев были выделены в отдельное сословие рядовых (соцудзоку), однако из-за протестов его упразднили через два года. В 1872 году правительство закрепило за средними и мелкими самураями наследственное звание сидзоку, а представителям низших слоёв дало это звание на одно поколение. В 1873 году к сидзоку принадлежали около 410 тысяч семей (более 1,89 млн человек).
Нетитулованная аристократия была вторым привилегированным сословием после титулованной аристократии кадзоку и занимала более высокую ступень в социальной иерархии Японии, чем простое население. Представители нетитулованной аристократии содержались за счёт государственного бюджета и имели право носить мечи. Однако в 1873 году в Японии была введена всеобщая воинская повинность, что снизило военное значение аристократии, а запрет на ношение мечей и упразднение государственного содержания лишили её последних привилегий. К концу 1870-х годов правовая грань между аристократией и простыми людьми была практически ликвидирована.
Для заработка часть аристократов стали учёными, преподавателями, политиками, администраторами, военными или полицейскими. Некоторые из них превратились в лидеров в своём роде занятий. Однако большинство занялось коммерцией и быстро обанкротились. В стране даже появилось выражение «торговать как аристократ» (яп. 士族の商法). Впав в бедность, много аристократов попрошайничали или занимались разбоем на дорогах.
Для спасения нетитулованной аристократии императорское правительство выдало им единовременные субсидии и способствовало их переселению на Хоккайдо, направляя на занятие сельским хозяйством. Однако правительственные меры были недостаточными, что вызвало радикализацию недовольных. Часть сидзоку поднимала восстания, самым мощным из которых было Сацумское в 1877 году, а другая часть приняла активное участие в общественно-политическом движении за свободу и народные права, а также демократизацию страны.
Несмотря на то, что к началу XX века сидзоку утратило свои сословные привилегии, её представители ценили своё звание и редко вступали в брак с простыми людьми.
Сословие сидзоку было ликвидировано после Второй мировой войны в 1947 году в связи с вступлением в силу новой Конституции Японии.